# Murkwater Lake
Der Murkwater Lake (englisch für Trübwasser-See) ist ein ovaler See an der Ingrid-Christensen-Küste des ostantarktischen Prinzessin-Elisabeth-Lands. In den Larsemann Hills liegt er in einem sehr flachen Tal. An seinem Nordufer erhebt sich ein steiles Kliff aus Schnee und Eis. 
Das Antarctic Names Committee of Australia benannte ihn 1987 deskriptiv.